# Persecución

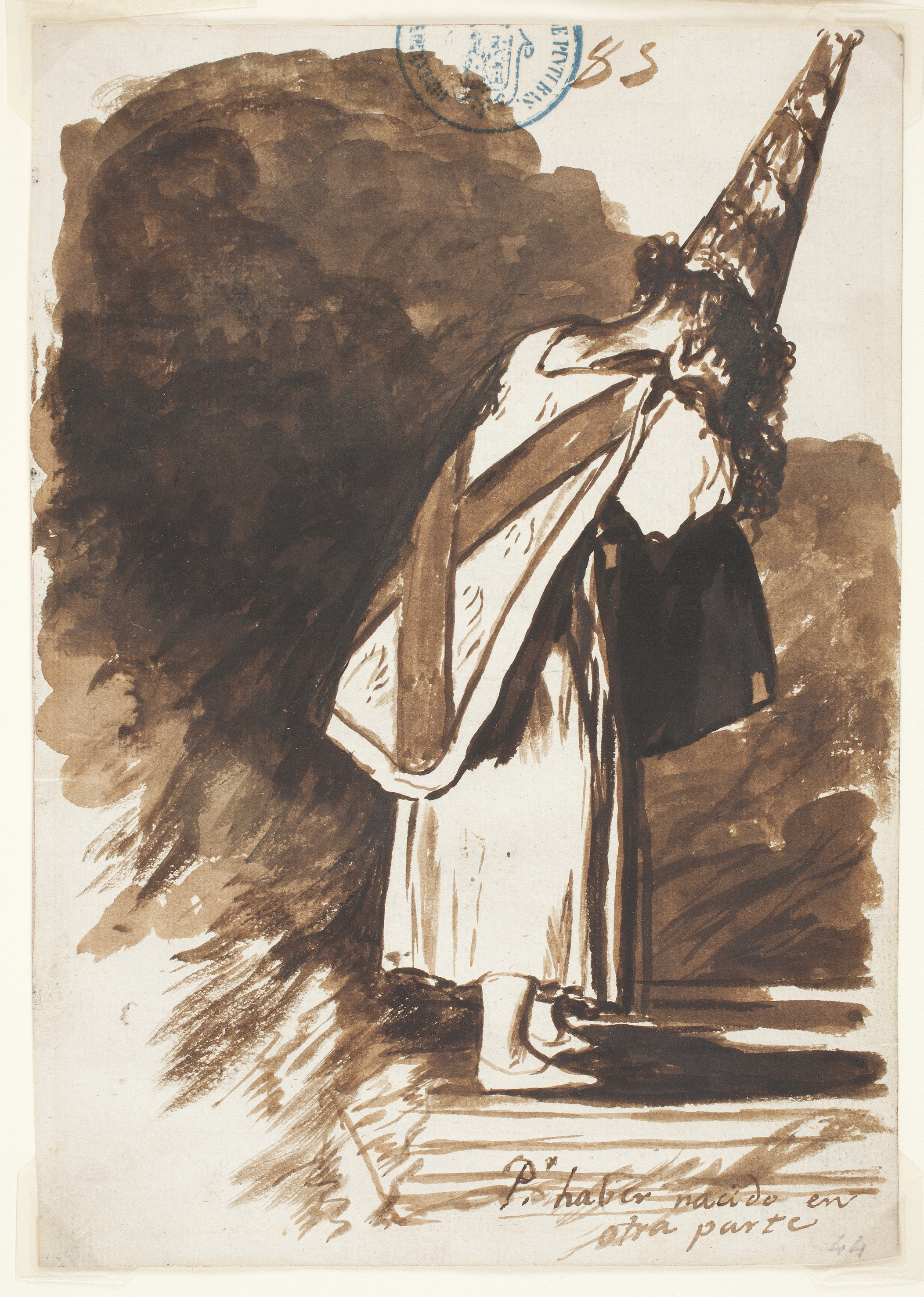
Un reo con el sambenito,
dibujo del pintor español Francisco de Goya.

Una persecución, cacería, o prosecución, es el conjunto de acciones represivas o maltrato, persistentes, realizadas por un individuo o más comúnmente un grupo específico, sobre otro grupo o sobre un individuo, del cual se diferencia por la manera de pensar o por determinadas características físicas, religiosas, culturales, políticas, étnicas u otras. También incluye la persecución realizada por especies no humanas (como los predadores), pero el término se aplica más frecuentemente a persecución entre seres humanos. A menudo la persecución nace del prejuicio.

## Generalidades
Lo más común consiste en la opresión de un grupo minoritario por parte de una mayoría, ya que lo inverso es menos frecuente. Va desde la tolerancia (es distinto tolerancia de libertad) o ignorarlo en determinados marcos, hasta la integración forzada, el secuestro de las mujeres y niños, el asesinato, el genocidio y la extinción. Suele ir acompañado de la destrucción o el expolio de sus bienes (casas, tiendas, centros religiosos, etcétera). El término ha sido usado históricamente para denotar actos de violencia indiscriminada, sean espontáneos o premeditados.
La persecución entre seres humanos va mucho más allá de estar motivada por motivos religiosos, étnicos o políticos. Cualquier diferencia identificable en apariencia o comportamiento puede servir de base a la persecución, como ser homosexual, zurdo o el hecho de consumir sustancias adictivas.
El único rasgo común entre esta lista de excusas, es la percepción del individuo o grupo como diferente. Debido a eso, se considera que "perseguir" es la expresión de un rasgo general del comportamiento social, quizá relacionado con el tribalismo, que busca imponer o reforzar la conformidad.
La persecución no es reconocida como tal por los perseguidores, solamente por sus víctimas o por observadores externos. Los perseguidores no sienten que haya nada malo en sus acciones o lo racionalizan como de escasa importancia o temporal si lo comparan al fin que buscan, contrarrestar lo que consideran una mayor y más seria amenaza, "El fin justifica los medios" en sus actos. Como en otros comportamientos de agresor y víctima, el agresor culpa a la víctima de la agresión. La justificación más común es que buscan protegerse a sí mismos, a sus familias y a la sociedad de lo que ellos perciben como peligrosa influencia del grupo perseguido. Cuando los confrontan, siempre niegan los hechos, y aunque se los demuestren, son casi incapaces de reconocer nada. Ellos están libres de culpa y así se lo hacen ver a todos.
En 1951 en la Organización de las Naciones Unidas se define el refugiado como la persona que, "teniendo un temor bien fundado de ser perseguido por razones de raza, religión, nacionalidad, membresía a un grupo social particular, u opinión política, está fuera de su país, de su nacionalidad y está inhabilitado o, debido a ese temor, no desea colocarse en la protección de dicho país."

## Organizaciones contra la persecución

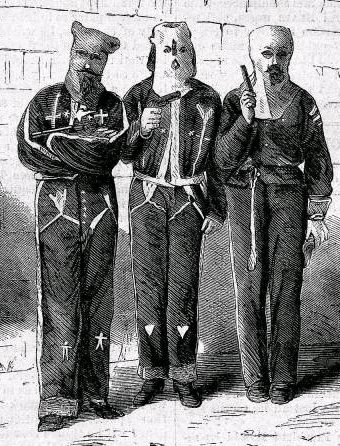
Ku Klux Klan, una de las numerosas asociaciones perseguidoras de minorías. Tres miembros del Ku Klux Klan arrestados en Misisipi, en septiembre de 1871, por el intento de homicidio de una familia.

A partir del siglo XIX surgieron organizaciones solidarias contra las persecuciones destacando las siguientes:

### Liga de los Derechos Humanos
Fue una de las organizaciones no gubernamentales pionera en la defensa de los derechos humanos, fue creada en 1898, por iniciativa de Ludovic Trarieux, para defender las libertades humanas amenazadas por las decisiones tomadas por el poder ejecutivo o por el poder judicial.
La Liga se oponía a la discriminación racial, al clericalismo y al militarismo y desarrolló una política de defensa de los derechos humanos basada en tres principios:
- Laicismo: separación Iglesia-Estado, libertad de enseñanza pública, negativa a subvencionar la enseñanza privada...
- Democracia política: concesión de voto a las mujeres, libertad de prensa...
- Pacifismo: organización internacional de la paz.

La Liga realizó actos de protesta contra la guerra de Corea, contra la intervención militar de la Unión Soviética en Hungría en 1956, etcétera.

### Liga Internacional Femenina para la Paz y la Libertad
Tiene su sede en Inglaterra, cuyo V Congreso, celebrado en Dublín en 1927, establecía la necesidad de defensa de las minorías dentro de los estados.

### Amnistía internacional
Su nombre originario es "llamamiento para la Amnistía". En 1963 coge su nombre actual y en 1968 redacta su primer estatuto constitucional. Los objetivos, estructura y métodos no han variado desde su fundación. El 28 de mayo de 1961 el abogado Inglés Peter Benenson escribía en el británico diario "The Observer" un artículo titulado "los prisioneros olvidados" en el que se lamentaba de la situación de los que por sus opiniones religiosas, políticas o de otro tipo eran torturados, encarcelados o ejecutados y proponía a través del "llamamiento para la Amnistía" una acción conjunta internacional sobre la base de las siguientes cuatro puntos:
- Trabajar para obtener la liberación de quienes se encuentran encarcelados por razón de sus opiniones.
- Procurar para ellos un juicio público y justo.
- Ampliar el derecho de asilo y ayudar a los refugiados políticos a encontrar trabajo.
- Organizar un sistema internacional efectivo que sirva para garantizar la libertad de opinión.

Sus objetivos básicos son los siguientes:
- Buscar la liberación de los presos de conciencia, de las personas encarceladas en cualquier parte del mundo a causa de sus convicciones, color, raza, sexo, origen étnico, idioma o religión, que no hayan recurrido a la violencia o abogado por ella.
- Propugnar la realización de juicios expeditos e imparciales para todos los presos políticos.
- Oponerse sin excepciones a la pena de muerte y a la tortura, y a toda pena o trato cruel, inhumano o degradante a cualquier categoría de presos.

Para realizar su labor, AI se basa en la Declaración Universal de Derechos Humanos y en otros instrumentos internacionales.
Consta de unos 700.000 miembros, suscriptores y simpatizantes en más de sesenta países de África, América, Asia, Europa y Oceanía.

### Comisión Internacional de Juristas
Su sede se encuentra en Ginebra. Sus dos fines fundamentales son:
"Sostener y hacer posible el imperio de la ley en todo el mundo" y "en todas sus manifestaciones prácticas: instituciones, legislación, procedimientos, etc.".
Defender el imperio de la ley mediante la movilización de la opinión jurídica internacional cuando se violan de una manera general y sistemática, quedan gravemente amenazados, los principios de justicia enunciados".
El principio del imperio de la ley "cobra el carácter de concepto dinámico que debe aplicarse no solo para salvaguardar y promover en toda sociedad libre los derechos civiles y políticos del individuo, sino además para crear las condiciones sociales, económicas y culturales bajo las cuales pueda satisfacer sus legítimas aspiraciones".

### Otras
En España organizaciones no gubernamentales importantes para la defensa de los derechos humanos, entre otras, son el Instituto de Estudios Políticos para América Latina y África (IEPALA), el Movimiento de Objeción de Conciencia (MOC), la Oficina del Defensor del Soldado y la Asociación Pro Derechos Humanos de España (APDHE).